# サム・ブーケマ
- サム・ベウケマ
- サム・ビュークマ

サム・ブーケマ（Sam Beukema, 1998年11月17日 - ）は、オランダのオーファーアイセル州デーフェンテル出身のプロサッカー選手。セリエAのSSCナポリ所属。ポジションはディフェンダー。

## 経歴

### ゴー・アヘッド・イーグルス
2017年にゴー・アヘッド・イーグルスでプロデビューした。

### AZ
2021年3月31日にAZアルクマールへ完全移籍し、2026年までの契約を結んだ。

### ボローニャ
2023年7月3日にセリエAのボローニャFCへ完全移籍した。移籍金は1,000万ユーロ。

### ナポリ
2025年7月20日にSSCナポリへ完全移籍し、5年契約を結んだ。